# Partidul Popular (Spania)
Partidul Popular este un partid de orientare creștin-democrată de centru-dreapta din Spania. Din 21 iulie 2018 președintele acestui partid este Pablo Casado.(care i-a urmat lui Mariano Rajoy, fost prim-ministru al Spaniei între anii 2011-2018).

## Conducerea lui Aznar (1989–2004)

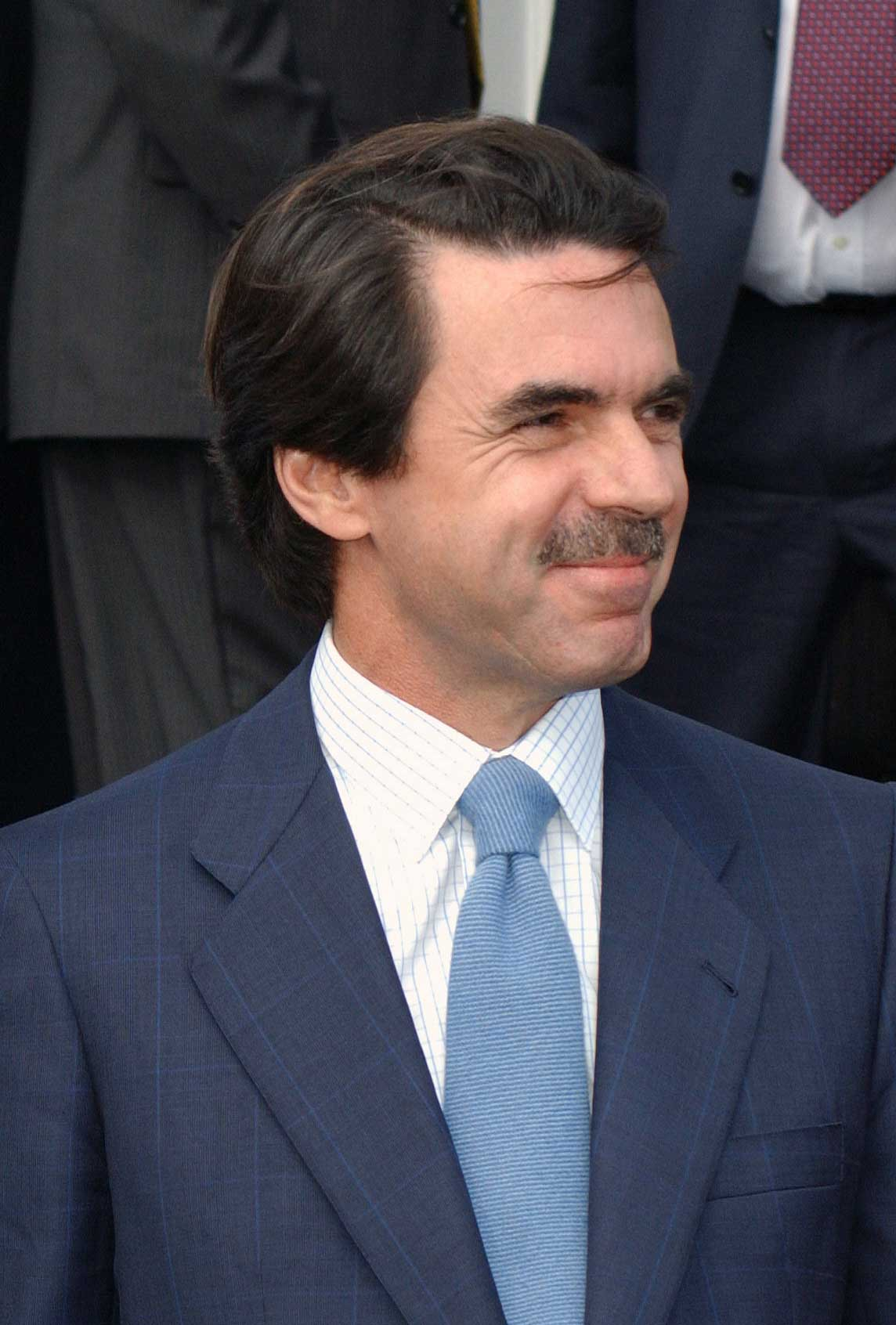
José María Aznar

Pe 4 septembrie 1989 José María Aznar a fost numit candidatul partidului la funcția de prim-ministru al Spaniei pentru alegerile generale. În aprilie 1990 Aznar a devenit președintele partidului. Manuel Fraga Iribarne a fost numit mai târziu președinte fondator al Partidului Popular.
Partidul Popular a devenit cel mai mare partid din Spania oentru prima dată în 1996, Aznar devenind prim-ministru cu suportul Partidului Naționalist Basc și al Coaliție Canare. La alegerile din anul 2000 partidul a obținut o majoritate absolută.

### Economie
De-a lungul acestei perioade, Spania a observat o creștere a prețurilor cu 19%. Această creștere foarte mare a dus la criza financiară din  perioada 2008–2011.

### Politica împotriva ETA
Aceasta a fost declarată în 1998 după ce guvernul lui Aznar a trimis în închisoare 135 de membri ETA, cei mai mulți din Țara Bascilor. Dar timp de 14 luni, până pe 28 noiembrie 1999, guvernul nu s-a luptat cu această organizație. Guvernul lui Aznar a început o politică severă împotriva ETA, argumentând internațional că sunt o organizație teroristă.

### Politica internă
În această perioadă, serviciul militar obligatoriu a fost anulat și Forțele Armate Spaniole au devenit mai profesioniste. Alt obiectiv reușit a fost transmiterea în zonele uscate din sud-estul Spaniei apă din alte zone ale țării. De asemenea, au avut loc mai multe eforturi de combatere a corupției.

### Politica europeană
Partidul Popular a apărat puternic drepturile agriculturale și pescărești ale Spaniei în Uniunea Europeană. Spania a intrat în zona euro și a semnat Tratatul de la Nisa, prin care Spania a obținut paritate cu Franța și Germania. Totuși, Partidul Popular s-a opus puternic extinderii Uniunii Europene.

### Politica externă
Având o ideologie atlantică, Partidul Popular a întreținut relații cu Statele Unite ale Americii. De asemenea, în loc să se apropie de țările care PP credea că erau nocive intereselor sale în Uniunea Europeană (Franța și Germania), Spania a preferat să întrețină relații mai puternici Regatul Unit. Spania s-a alăturat Coaliției în Războiul din Irak. Deși nu a trimis forțe m ilitare în timpul războiului, a trimis trupe de menținere a păcii după încheierea conflictului.
Pe 11 iulie 2002 Marocul a ocupat Insula Perejil, o insulă disputată în apropierea coastei marocane. După mai multe eforturi diplomatice pentru a îndepărta trupele marocane de pe insulă, Forțele Armate Spaniole au fost trimise acolo și au capturat toți soldații marocani. Cu asistența NATO și SUA, Spania a obligat Marocul să accepte statul neutru al insulei.
În august 2003 Mariano Rajoy a fost numit secretar general de către Aznar. Astfel, Rajoy a devenit candidatul partidului pentru funcția de prim-ministru la alegerile generale din 2004, organizate la trei zile după Atentatele din 11 martie 2004 de la Madrid, unde Rajoy a pierdut alegerile în detrimentul lui José Luis Rodríguez Zapatero de la Partidul Socialist Muncitoresc Spaniol (PSOE).

## Partid în opoziție (2004–2011)

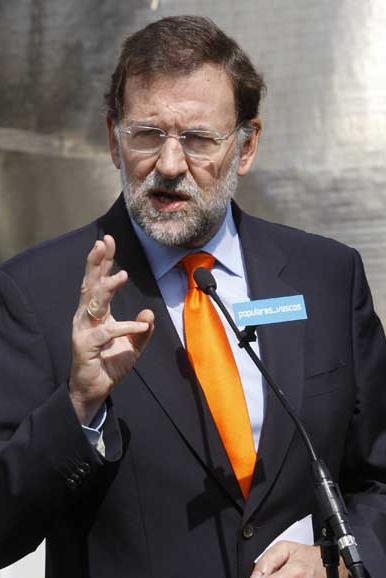
Mariano Rajoy în timpul unui discurs în Bilbao.

Partidul Popular sub Mariano Rajoy s-a opus guvernării PSOE de când partidul a pierdut alegerilor generale din 2004, argumentând că victoria a fost influențată de Atentatele din 11 martie 2004 de la Madrid. La nivel național, strategia sa politică a avut două axe, ambele legate de politicile regionale ale Spaniei: Prima, opunerea față de o putere admnistrativă mai mare[nefuncțională]
 a Cataloniei care înseamnă " Estatut" sau Statutul Catalonie, care acorda putere guvernul regional catalan. A doua, opunere față de începrea negocierilor cu organizația separatistă bască ETA.
Dorința de autonomie a Țarii Bascilor și a Cataluniei a devenit o direcție pentru partid la alegerile generale din 2008. Propunerea președintelui Țarii Bascilor, Juan José Ibarretxe, pentru un referendum unilateral pentru soluționarea Conflictului din Țara Bascilor a devenit o nouă problemă. Partidul Popular sub Mariano Rajoy a avut o crșetere patriotică sau nationalistă, apelând la sensul de "spaniolism" și folosint simboluri naționale precum Drapelul Spaniei. 

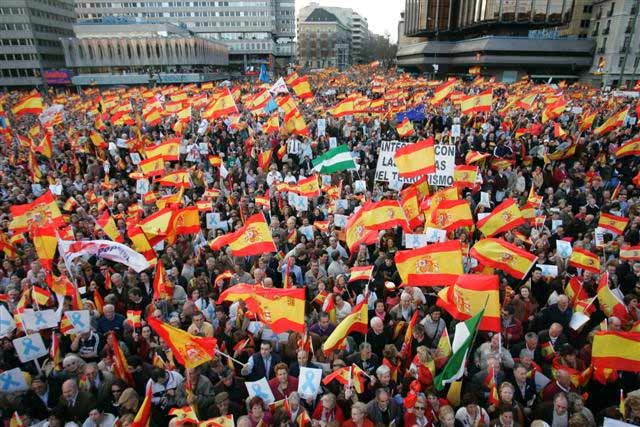
Demonstrație PP din 2007 împotriva scoaterii unui membru ETA din închisoare.

### Alegerile din 2008
Pe 9 martie 2008, Spania a organizat alegeri generale. Faptul că Partidul Socialist Muncitoresc Spaniol controla țara a provocat o criză în partid, care a format grupuri în interiorul acestuia care nu îl considerau pe Mariano Rajoy un bun conducător. După un impas de trei zile, el a decis să rămână și a cerut un congres care să aibă loc în iunie 2008 în Valencia. Speculațiile despre alți candidați au erup în presă, au creat o dezbatere națională. Congresul a dus la reforme vizibile asupra statului partidului.

### Alegerile din 2011
Partidul Popular a câștigat alegerile generale din 2011 printr-o victorie clară excluzând PSOE din guvern. Cu 44,62% din voturi, populari au câștigat 186 de locuri în Congresul Deputaților, cea mai mare victorie din istoria partidului. Sub conducerea lui Mariano Rajoy, partidul s-a întors la putere după șapte ani de opoziție.

## Rezultate electorale

### Cortes Generales
| Cortes Generales | Cortes Generales   | Cortes Generales      | Cortes Generales      | Cortes Generales      | Cortes Generales      | Cortes Generales | Cortes Generales | Cortes Generales |
| An electoral     | Partid             | Congresul Deputaților | Congresul Deputaților | Congresul Deputaților | Congresul Deputaților | Senat            | Senat            | Rezultat         |
| An electoral     | Partid             | # din voturi          | % din voturi          | # din locuri          | +/–                   | # din locuri     | +/–              | Rezultat         |
| ---------------- | ------------------ | --------------------- | --------------------- | --------------------- | --------------------- | ---------------- | ---------------- | ---------------- |
| 1977             | Alianța Populară   | 1.504.771             | 8,2 (#4)              | 16 / 350              | Nou                   | 2 / 207          | Nou              | în opoziție      |
| 1979             | Coaliția Democrată | 1.060.330             | 5,9 (#4)              | 9 / 350               | ▼ 7                   | 3 / 208          | ▲ 1              | în opoziție      |
| 1982             | Coaliția Populară  | 5.548.107             | 26,4 (#2)             | 107 / 350             | ▲ 98                  | 54 / 208         | ▲ 38             | în opoziție      |
| 1986             | Coaliția Populară  | 5.247.677             | 26 (#2)               | 105 / 350             | ▼ 2                   | 63 / 208         | ▲ 2              | în opoziție      |
| 1989             | PP                 | 5.285.972             | 25,8 (#2)             | 107 / 350             | ▲ 2                   | 78 / 208         | ▲ 35             | în opoziție      |
| 1993             | PP                 | 8.201.463             | 34,8 (#2)             | 141 / 350             | ▲ 34                  | 93 / 208         | ▲ 15             | în opoziție      |
| 1996             | PP                 | 9.716.006             | 38,8 (#1)             | 156 / 350             | ▲ 15                  | 112 / 208        | ▲ 19             | la guvernare     |
| 2000             | PP                 | 10.321.178            | 44,5 (#1)             | 183 / 350             | ▲ 27                  | 127 / 208        | ▲ 15             | la guvernare     |
| 2004             | PP                 | 9.763.144             | 37,7 (#2)             | 148 / 350             | ▼ 35                  | 102 / 208        | ▼ 25             | în opoziție      |
| 2008             | PP                 | 10.278.010            | 39,9 (#2)             | 154 / 350             | ▲ 6                   | 101 / 208        | ▼ 1              | în opoziție      |
| 2011             | PP                 | 10.866.566            | 44,6 (#1)             | 186 / 350             | ▲ 32                  | 136 / 208        | ▲35              | la guvernare     |
| 2015             | PP                 | 7.215.752             | 28,7 (#1)             | 123 / 350             | ▼ 63                  | 124 / 208        | ▼ 12             | Noi alegeri      |
| 2016             | PP                 | 7,941,236             | 33,1 (#1)             | 137 / 350             | ▲14                   | 130 / 208        | ▲6               | Minoritate       |
| 2016             | PP                 | 7,941,236             | 33,1 (#1)             | 137 / 350             | ▲14                   | 130 / 208        | ▲6               | în opoziție      |
| 2019 (apr)       | PP                 | 4,373,653             | 16,6 (#2)             | 66 / 350              | ▼71                   | 54 / 208         | ▼ 76             | Noi alegeri      |
| 2019 (nov)       | PP                 | 5,047,040             | 20,8 (#2)             | 89 / 350              | ▲23                   | 83 / 208         | ▲29              | în opoziție      |
| 2023             | PP                 | 8,091,840             | 33.0 (#1)             | 136 / 350             | ▲47                   | 120 / 208        | ▲37              | în opoziție      |

## Legăturiexterne
- Site Oficial